# Belgrade, Montana
Belgrade är en stad (city) i Gallatin County i den amerikanska delstaten Montana med en yta av 4,3 km² och en folkmängd, som uppgår till 5 728 invånare (2000). Belgrade fick sitt namn efter Serbiens huvudstad Belgrad som tack till serbiska investerare som hjälpte finansiera en sträcka av järnvägen Northern Pacific Railway.